# وزارة النفط والغاز (ليبيا)
وزارة النفط والغاز في ليبيا أو وزارة النفط والغاز الليبية هي وزارة تابعة للحكومة الليبية وتتولى المهام المتعلقة بالتشجيع على استثمار الثروة النفطية وحسن استغلالها وتطويرها واقتراح التشريعات اللازمة بشأنها واقتراح وتنفيذ السياسات التنظيمية والتنفيذية لكل ما يتعلق بالنفط والغاز واعتماد ومتابعة مشروعات خطة التحول والخطط المتعلقة بزيادة القدرة الإنتاجية، ودراستها مع الجهات ذات العلاقة ومتابعة تنفيذها بعد اعتمادها. بالإضافة إلى عدد من المهام والتخصصات الأخرى ذات الصلة بالمجال النفطي.
يقع مقر الوزارة الرئيسي في طرابلس الغرب عاصمة ليبيا وأنشئت الوزارة عقب أحداث 2011 وكانت سابقا تسمى باللجنة الشعبية للنفط.

## وظيفة الوزارة
اعتمدت الحكومة الليبية في 2012 الهيكل التنظيمي واختصاصات وزارة النفط والغاز ونظام جهازها الإداري وفقا لأحكام القرار 32 لسنة 2012.
وبحسب القرار تختص وزارة النفط والغاز في:
1. التشجيع على استثمار الثروة النفطية وحسن استغلالها وتطويرها واقتراح التشريعات اللازمة بشأنها.
2. اقتراح السياسات التنظيمية والتنفيذية لكل ما يتعلق بوزارة النفط ز الغاز ومتابعتها وفقا لأحكام التشريعات النافذة.
3. اعتماد ومتابعة مشروعات خطة التحول والخطط المتعلقة بزيادة القدرة الإنتاجية، ودراستها مع الجهات ذات العلاقة ومتابعة تنفيذها بعد اعتمادها.
4. متابعة تنفيذ الخطط والبرامج لتطوير وتأهيل العناصر الوطنية للرفع من مستوى الأداء الإداري والفني والاقتصادي بالوزارة.
5. متابعة تنفيذ وتطوير برامج الأمن والسلامة الصناعية والصحة المهنية وحماية البيئة ومكافحة التلوث بما يتفق والمعايير المحلية والعالمية، وإصدار اللوائح النفطية الخاصة بها لتحقيق متطلبات الامان والمحافظة على سلامة وحماية البيئة.
6. متابعة اتفاقيات التعاون في مجال النفط والغاز والإعداد والتنظيم لمشاركة ليبيا في المؤتمرات والملتقيات والمنظمات الدولية والإقليمية ذات العلاقة بأعمال الوزارة وتسمية المندوبين لحضور تلك المحافل.
7. اقتراح مشاريع القوانين التي من شأنها المحافظة على مصادر النفط والغاز وحسن استغلالها.
8. الاهتمام بمتابعة الدراسات والبحوث المتعلقة بمجالات التصنيع والتكرير بالوزارة، والاستفادة منها والتشجيع على القيام بما يكفل المساهمة في نقل التقنية.
9. اعتماد تراخيص الاستثمار وعقود الامتياز وما في حكمها من عقود استخراج النفط والغاز أو إلغاؤها أو القبول بالتحكم وفقا للتشريعات النافذة.

## الجهات التابعة للوزارة
المؤسسة الوطنية للنفط

## الإدارات والمكاتب التابعة للوزارة
الإدارة العامة للتخطيط والمتابعة.
الإدارة العامة للشؤون الفنية والبيئة.
الإدارة العامة للتفتيش والقياس.
الإدارة العامة للشؤون المالية والإدارية والخدمات.
الإدارة العامة لتنمية الموارد البشرية.
الإدارة العامة لمحاسبة الشركات.
مكتب الوزير.
مكتب الوكيل.
المكتب القانوني.
مكتب المراجعة الداخلية.
مكتب نظم المعلومات والاتصالات.
مكتب التعاون الفني.
مكتب العلاقات والإعلام.